# Штучний інтелект в освіті
Інтеграція штучного інтелекту в освіті — це процес впровадження технологій ШІ в освітнє середовище для покращення навчального досвіду, підвищення ефективності викладання та створення персоналізованих підходів до навчання. Завдяки ШІ освіта стає більш доступною, адаптивною та орієнтованою на потреби кожного учня.

## Історія розвитку
Використання штучного інтелекту в освіті бере свій початок у другій половині 20 століття. Перші програми автоматизованого навчання розроблялися для обробки даних студентів і створення базових навчальних моделей.
Розвиток технологій машинного навчання та аналізу великих даних на початку 21 століття забезпечив значний прорив у впровадженні ШІ в освітній процес. З'явилися платформи, здатні адаптувати навчальні матеріали до потреб конкретного учня, проводити аналіз поведінки студентів та прогнозувати їх успішність.

## Основні напрями застосування
Основними напрямами застосування штучного інтелекту в освіті є персоналізація навчання, автоматизація процесів, використання інтелектуальних репетиторів, забезпечення інклюзивності та доступності освіти, а також аналітика освітнього процесу.
ШІ дозволяє адаптувати навчальні програми до індивідуальних потреб студентів, враховуючи їхні здібності, темп навчання та інтереси. Такий підхід забезпечує ефективніше засвоєння матеріалу та сприяє підвищенню мотивації до навчання.
Технології ШІ значно спрощують рутинні завдання викладачів, зокрема автоматизують перевірку тестів, організують навчальні матеріали та здійснюють моніторинг успішності студентів.
Інтерактивні платформи та чат-боти, які виступають у ролі інтелектуальних репетиторів, надають студентам миттєві відповіді на запитання, пояснюють складні теми та пропонують персональні рекомендації щодо навчання.
ШІ також сприяє інклюзивності та доступності освіти, адаптуючи навчальні матеріали для ширшої аудиторії, зокрема для людей з обмеженими можливостями. Технології перекладу та адаптації розширюють можливості для учнів різних мовних груп і потреб.
Аналітичні можливості штучного інтелекту дозволяють аналізувати успішність студентів, виявляти потенційні труднощі та надавати викладачам корисні дані для вдосконалення навчальних стратегій.

## Виклики інтеграції
Попри численні переваги, інтеграція ШІ в освіті супроводжується такими викликами:
- забезпечення приватності даних студентів;
- висока вартість технологій, що може бути недоступною для багатьох освітніх закладів;
- необхідність підготовки викладачів до роботи з новими технологіями.

## Вплив на освіту в Україні
В Україні використання ШІ в освітньому середовищі лише набирає обертів. За підтримки дослідницьких установ, таких як Мала академія наук України та навчальних платформ (наприклад, Projector Institute), відбувається розробка інноваційних освітніх програм з елементами ШІ.